# 李辉 (外交官)
李辉（1953年2月—），中华人民共和国黑龙江省人，曾任中华人民共和国外交部副部长、中华人民共和国驻俄罗斯大使，现任中国政府欧亚事务特别代表。

## 经历
1975年，进入中华人民共和国外交部工作，先后在外交部苏联东欧司、驻苏联大使馆、驻俄罗斯大使馆、驻哈萨克斯坦大使馆任职，后任驻哈萨克斯坦大使馆参赞。1995年，任外交部东欧中亚司参赞，后升任外交部东欧中亚司副司长。1997年8月，出任中华人民共和国驻哈萨克斯坦大使。1999年，任中华人民共和国外交部东欧中亚司司长。2003年，任外交部部长助理。2008年，升任外交部副部长。2009年7月，出任中华人民共和国驻俄罗斯大使。2019年8月，自驻俄罗斯大使离任。2019年9月，被免去中华人民共和国驻俄罗斯大使。同月起，出任中国政府欧亚事务特别代表。

## 参与调解乌克兰冲突

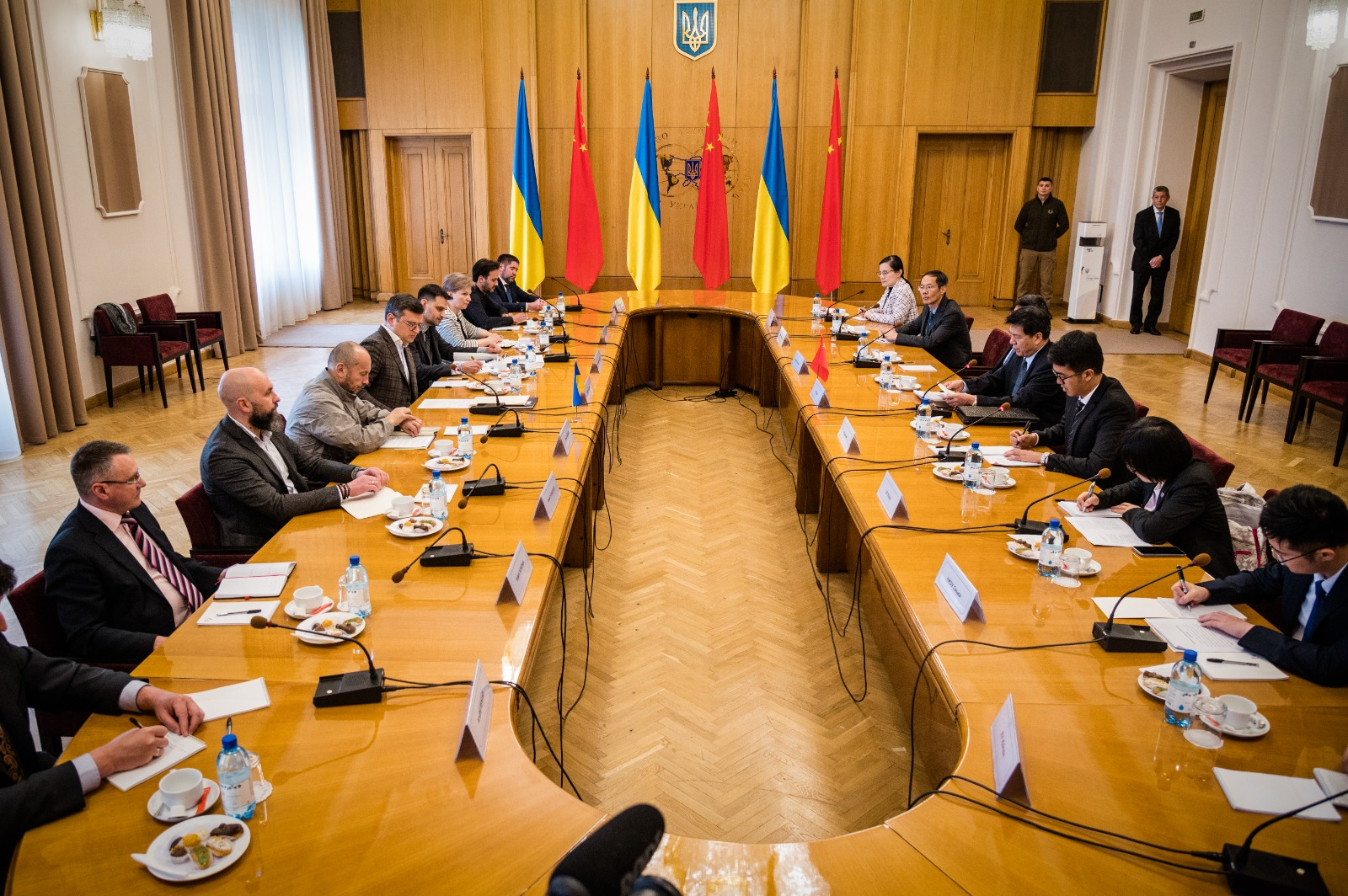
2023年5月，中国政府欧亚事务特别代表李辉在基辅与乌克兰外交部长德米特罗·库列巴就政治解决乌克兰危机事宜举行会谈

2023年5月15日起，李辉大使赴乌克兰、波兰、法国、德国和俄罗斯五国访问，就政治解决乌克兰危机同各方进行沟通。5月16日至17日，李辉访问乌克兰，李辉會見烏克蘭總統澤連斯基，並分别會見外交部长库列巴等人。訪問期間，李辉指出俄烏雙方應立即停火，阻止俄烏衝突蔓延，並敦促歐洲在經濟上應該將中國視為美國以外的選項。
李辉曾在访问基辅期间引起了乌克兰的不满。当时，乌克兰宣称使用美国爱国者导弹成功拦截了俄罗斯的匕首高超音速导弹而受到中国的怀疑，并在乌克兰举证建议受到无视后引起了乌克兰国防部的不滿。乌克兰国防部长阿列克谢·雷兹尼科夫后来在7月接受英国《金融时报》采访时谈到，在访问基辅期间，李辉据称怀疑美国爱国者拦截了俄罗斯“匕首”高超音速导弹，于是他向李辉建议，乌克兰准备提供证据来澄清他的疑惑，结果后者在没有熟悉了解的情况下就直接离开了基辅。 与此同时，英国《金融时报》随着向中国驻乌克兰大使馆发出置评请求，但沒有获得回应。
西方官員批評，中國的倡議意味烏方無法奪回被俄方侵佔的領土；由於中俄關係密切，質疑中國能否有效擔任調解俄烏戰爭的角色。

## 荣誉

### 外国勋章奖章
- 友谊勋章（俄罗斯，2019年5月13日批准，2019年5月23日于莫斯科颁发[13]）

### 称号
- 莫斯科国立语言大学名誉博士学位和学术委员会荣誉委员称号（2013年3月28日）[14]
- 俄罗斯外交学院荣誉博士学位（2018年10月25日）[15]